# Frauen beim Rennen

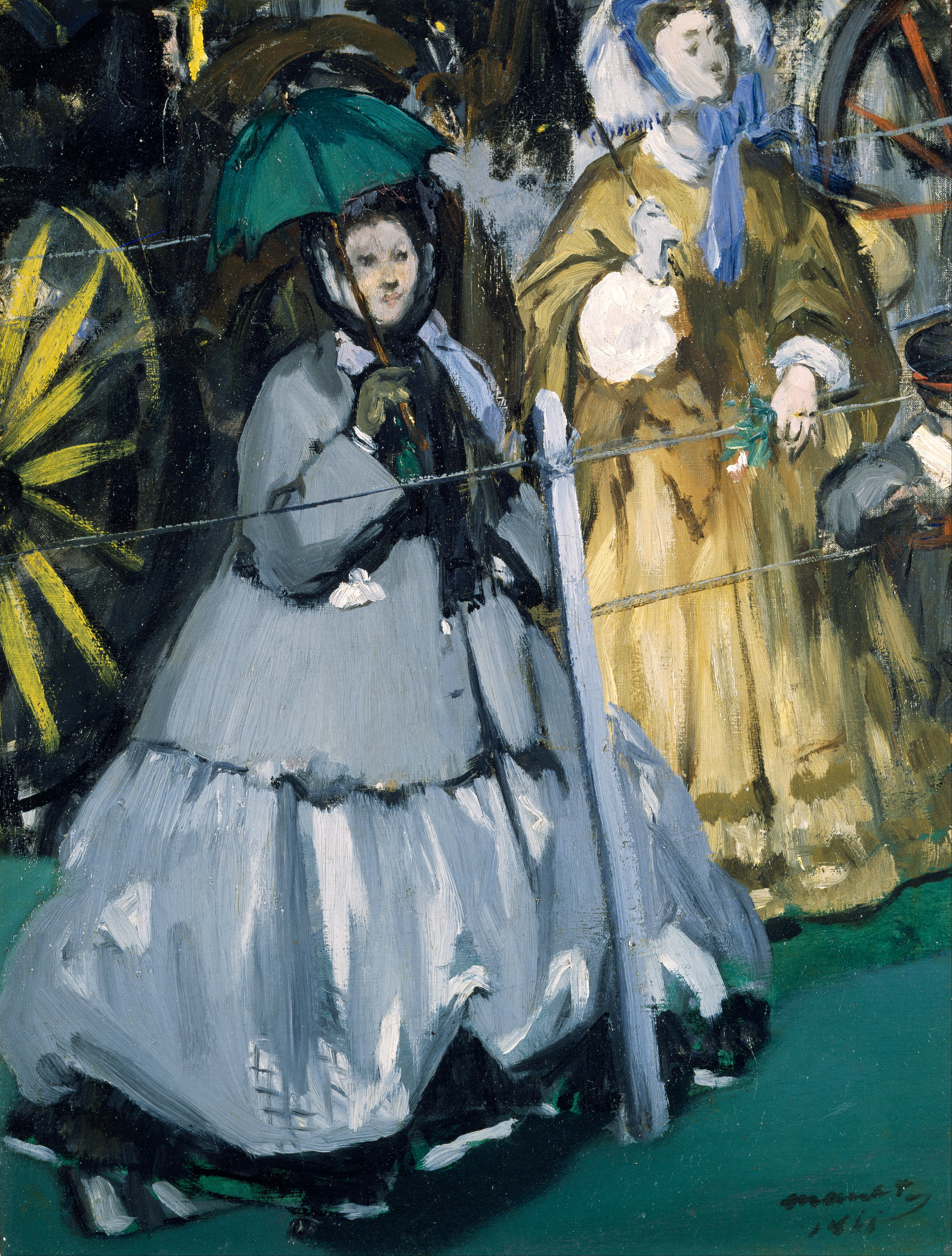
Frauen beim Rennen
Édouard Manet, 1864–1865
42,2 × 32,1 cm
Öl auf Leinwand
Cincinnati Art Museum, Cincinnati

Frauen beim Rennen, auch Rennen in Auteuil oder Rennen in Longchamp (französisch Champ de courses), ist ein Gemälde von Édouard Manet. Es ist in Öl auf Leinwand gemalt und hat eine Höhe von 42,2 cm und eine Breite von 32,1 cm. Das 1864–1865 gemalte Werk zeigt zwei Frauen beim Besuch der Pferderennbahn Longchamp im Pariser Stadtviertel Auteuil. Ursprünglich war das Motiv Teil einer größeren Komposition, die von Manet selbst zerschnitten wurde. Das Bild gehört zur Sammlung des Cincinnati Art Museum.

## Bildbeschreibung
Das Gemälde zeigt eine Szenerie auf der Rennbahn von Longchamp im Bois de Boulogne am Stadtrand von Paris. Zu sehen sind als zentrale Figuren zwei etwas diagonal versetzt stehende Frauen, die hinter einer Absperrung das Geschehen auf dem Rennplatz beobachten. Die Ansicht auf die beiden Frauen wird durch einen in die Erde geschlagenen Holzstab getrennt. Er bildet mit daran horizontal gespannten Seilen die Abgrenzung zum Grün der Rennbahn im Vordergrund. Der Blick auf die beiden Frauen fällt von leicht erhöhter Position und könnte von einem Reiter auf einem Pferd oder von Personen aus einer Kutsche heraus auf die Frauen gerichtet sein. Details von anderen Kutschen finden sich im Bildhintergrund: An der linken Seite ist im Anschnitt ein großes Rad mit gelben Speichen zu sehen, in der rechten oberen Ecke gibt es ein weiteres Rad mit rötlichen Speichen.
Die Frauen tragen auffallend weit ausladende Kleider, eine Mode, die auf die 1860er Jahre als Entstehungszeit des Bildes verweist. Die Frau auf der linken Seite hat ein blaugraues Kleid mit farblich passender Jacke darüber an. Auf dem Kopf trägt sie eine Haube, deren schwarzes Stoffband unter dem Kinn zur Schleife gebunden ist. In ihrer behandschuhten rechten Hand hält sie einen kleinen dunkelgrünen Sonnenschirm. Die etwas versetzt hinter ihr auf der rechten Seite stehende zweite Frau trägt ein hellbraunes Kleid mit weißen Kragen und Ärmeln. Ihre Kopfbedeckung ist deutlich heller und mit einem leuchtend blauen Band versehen, dessen große Schleife die Kinnpartie hervorhebt. Auch sie trägt in der behandschuhten rechten Hand einen Sonnenschirm. Ihre nackte linke Hand hat sie mit teils leicht abgespreizten Fingern auf das Absperrseil vor ihr gelegt. Sie hält in der Hand eine Blume – möglicherweise eine Rose. Es bleibt jedoch unklar, ob die Frau die Blume als Präsent erhalten hat oder ob sie mit der Blume einen erfolgreichen Rennsieger ehren möchte.
Auf der rechten Seite drängt sich ein kleiner Junge ins Bild und stützt seinen rechten Arm auf ein Absperrseil. Da er weitestgehend vom Bildrand abgeschnitten wird, sind nur ein Teil seiner schwarzen Mütze und seine graue Jacke zu erkennen. Auffallend ist die Abwesenheit des eigentlichen Renngeschehens im Bild. Der Kunsthistoriker Tobias G. Natter sieht bei Manets Motivwahl hingegen ein Interesse „für die Atmosphäre rund um den Bewerb“ und „die Lebenswelt der Belle Époque“.
Das Bild ist insgesamt eher skizzenhaft mit lockerer Pinselführung ausgeführt. Teilweise ist der Farbauftrag sehr dünn oder er fehlt, wodurch in einigen Bereichen die textile Struktur der Leinwand sichtbar geblieben ist. Dennoch scheint Manet das Bild für eine vollendete Arbeit gehalten zu haben, worauf seine Signatur „Manet“ und die Datierung „1865“ in der unteren rechten Bildecke hinweisen.

## Das Gemälde als Fragment einer größeren Komposition
Das Gemälde Frauen beim Rennen war ursprünglich Teil einer sehr viel größeren Bildkomposition, deren genaues Aussehen und exakte Maße nicht mehr bekannt sind. Manet hatte dieses als Rennen in Longchamp bezeichnete Gemälde im Februar 1865 in der Pariser Galerie Martinet ausgestellt und später in mehrere Teile zerschnitten. Diese Fragmente tragen teilweise auch die Bezeichnung Rennen in Longchamp. Mehrere Kunsthistoriker haben versucht, in ihren Überlegungen das Ursprungsgemälde zu rekonstruieren. Die bis heute maßgeblichen Untersuchungen hierzu stammen dabei von Jean C. Harris, die sich 1966 in einem Aufsatz diesem Themenkomplex widmete.
Bekannt ist, dass Manet zu den Besuchern der Rennbahn von Longchamp gehörte. Davon zeugt die von seinem Malerkollegen Edgar Degas vor Ort geschaffene Bleistiftskizze Édouard Manet beim Rennen (Metropolitan Museum of Art, New York). Auch Manet war mit einem Skizzenheft auf der Rennbahn unterwegs und fertigte vor Ort eine Reihe von Studien an. Hierzu gehört beispielsweise die Zeichnung Rückenansicht einer Frau mit offenem Schirm und eines Herrn mit Zylinder (Louvre, Paris). Zeichnungen wie diese waren jedoch keine direkten Vorstudien für die später entstandenen Ölbilder mit Rennbahnmotiven. Als Vorarbeit gilt hingegen ein Aquarell im Fogg Art Museum in Cambridge (Massachusetts), das ebenfalls den Titel Rennen in Longchamp trägt. Das Aquarell entstand auf zwei zusammengefügten Papierblättern und ist im stark gestreckten Querformat gehalten. Zu sehen sind von links nach rechts Besucher zu Pferd und in Kutschen im inneren Oval der Rennbahn, an der Absperrung stehende Zuschauer, die eigentliche Rennbahn mit auf den Bildbetrachter zureitenden Rennpferden und vom rechten Rand abgeschnitten das Dach der Tribüne. In der Mitte dieses Aquarells findet sich an vorderster Stelle der Absperrung die Frau im grauen Kleid, die im Gemälde Frauen beim Rennen auf der linken Seite steht. Der Platz, den im Gemälde die neben ihr stehende Frau im braunen Kleid einnimmt, ist im vorbereitenden Aquarell noch mit einem Mann mit Zylinder an ihrer Seite besetzt.
Da Manet mit dem großformatigen Gemälde Rennen in Longchamp unzufrieden war, zerschnitt er es nach der Ausstellung in der Galerie Martinet in mehrere Teile. Hiervon sind nur zwei Fragmente erhalten. Neben Frauen beim Rennen handelt es sich dabei um das Gemälde Pferderennbahn in Longchamp (Privatsammlung), das ebenso modisch gekleidete Besucherinnen hinter der Absperrung der Rennbahn zeigt. Obwohl beide Bilder nur Fragmente einer größeren Komposition sind, wurden sie von Manet signiert und somit als vollendetes Werk gekennzeichnet. Für den Kunsthistoriker Aaron Betsky stehen diese Fragmente für das eigentliche Bildthema der gesamten Bildkomposition – „die modische Gesellschaft des modernen Lebens“.

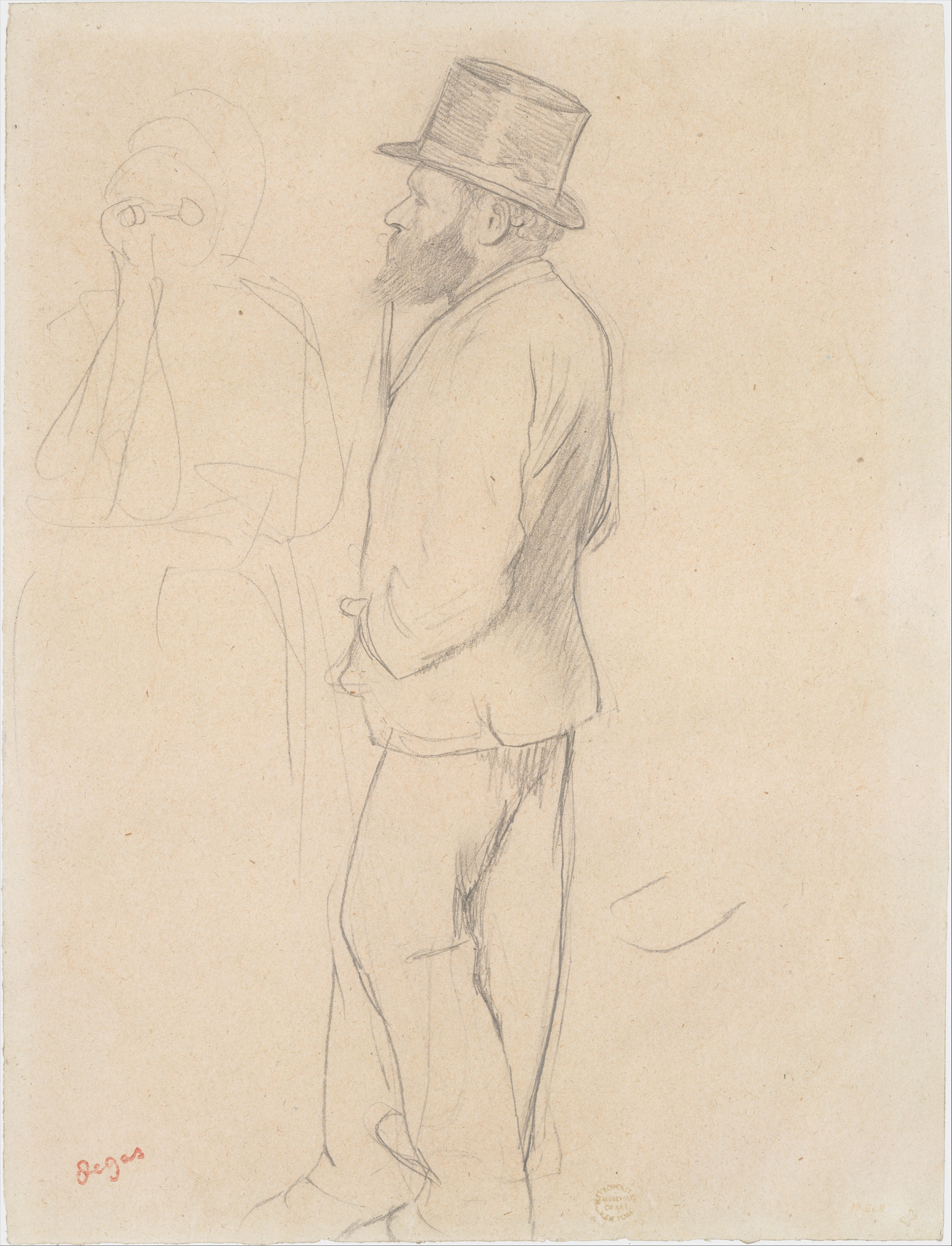
Edgar Degas: Édouard Manet beim Rennen, um 1865
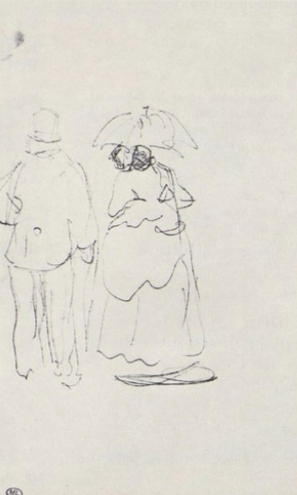
Édouard Manet: Rückenansicht einer Frau mit offenem Schirm und eines Herrn mit Zylinder, 1864
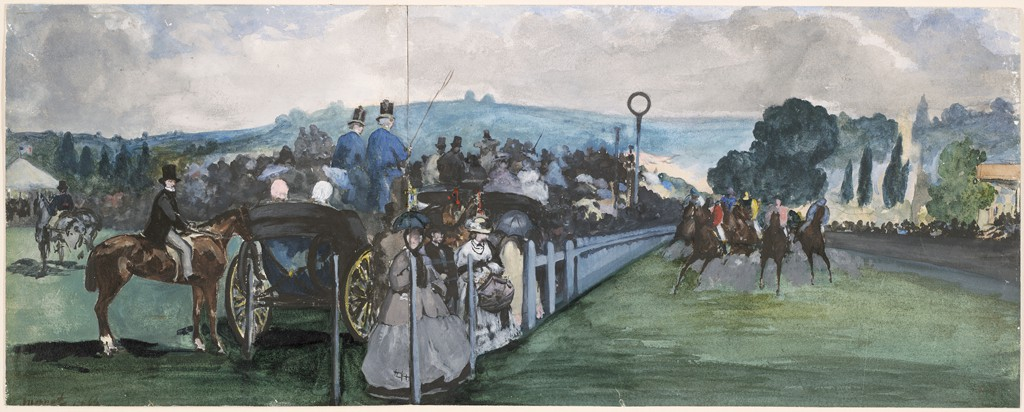
Édouard Manet: Rennen in Longchamp, 1864
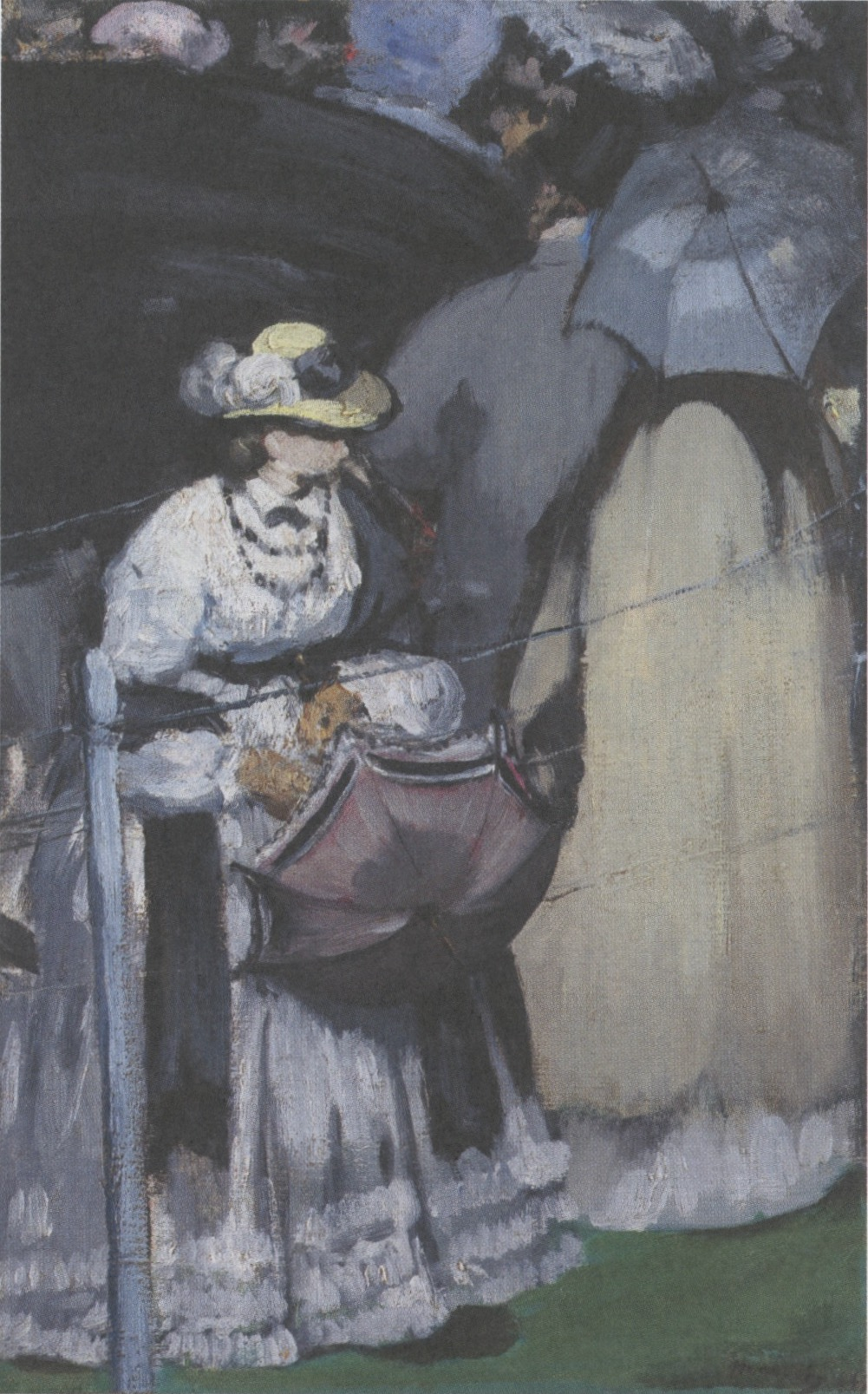
Édouard Manet: Pferderennbahn in Longchamp, 1864

## Pferderennen als modernes Freizeitvergnügen
Der moderne Galopprennsport, beispielsweise das Steeplechase, kam im 19. Jahrhundert durch in Frankreich lebende Briten nach Paris. Erst wenige Jahre vor Entstehung von Manets Gemälde Frauen beim Rennen eröffnete 1857 die Pferderennbahn in Longchamp. Es folgte 1863 die Gründung der Pferderennsportvereinigung Société des Steeplechases de France; als erste Pferdesportzeitschriften erschienen 1864 Le Jockey und 1866 Le champ des courses. Innerhalb dieser kurzen Zeitspanne entwickelte sich der Pferderennsport in Paris zum modischen Gesellschaftsereignis und Manet gehörte zu den ersten Malern, die das dortige Geschehen in seinen Bildern darstellte. Beim Pferderennen traf sich die vermögende Oberschicht aus Bankiers, Politiker, Diplomaten und Unternehmer. Die Besucher konnten einen Zuschauerplatz auf der Tribüne einnehmen, es gab jedoch auch die Möglichkeit, sich relativ exklusiv mit der Equipage in das innere Oval der Rennbahn bringen lassen. Solche Besucher in einer Kutsche malte 1869 Manets Freund Edgar Degas in Die Kutsche beim Rennen (Museum of Fine Arts, Boston). Rund zwanzig Jahre nach Manets Frauen beim Rennen schuf der Maler Jean Béraud mit Pferderennen in Longchamp (Musée Carnavalet, Paris) eine weitere Ansicht der Rennbahn im Bois de Boulogne. Seine Darstellung des Themas ist jedoch weniger spontan ausgeführt, sondern in einer dem Realismus verpflichteten Feinmalerei ausgearbeitet. In der linken Bildhälfte finden sich Zuschauer hinter einer Absperrung, ähnlich wie sie auch Manet gemalt hatte. Bei Béraud ist die Absperrung eine massive Barriere, was auf die Etablierung der Rennbahn hinweist. Die Zuschauer unterscheiden sich ebenfalls in den Bildern von Manet und Béraud. Während bei Manet die Frauen noch zaghaft das Geschehen auf der Rennbahn verfolgen, ist das Publikum bei Béraud vom Pferderennen begeistert und feuert die Jockeys und ihre Pferde an.

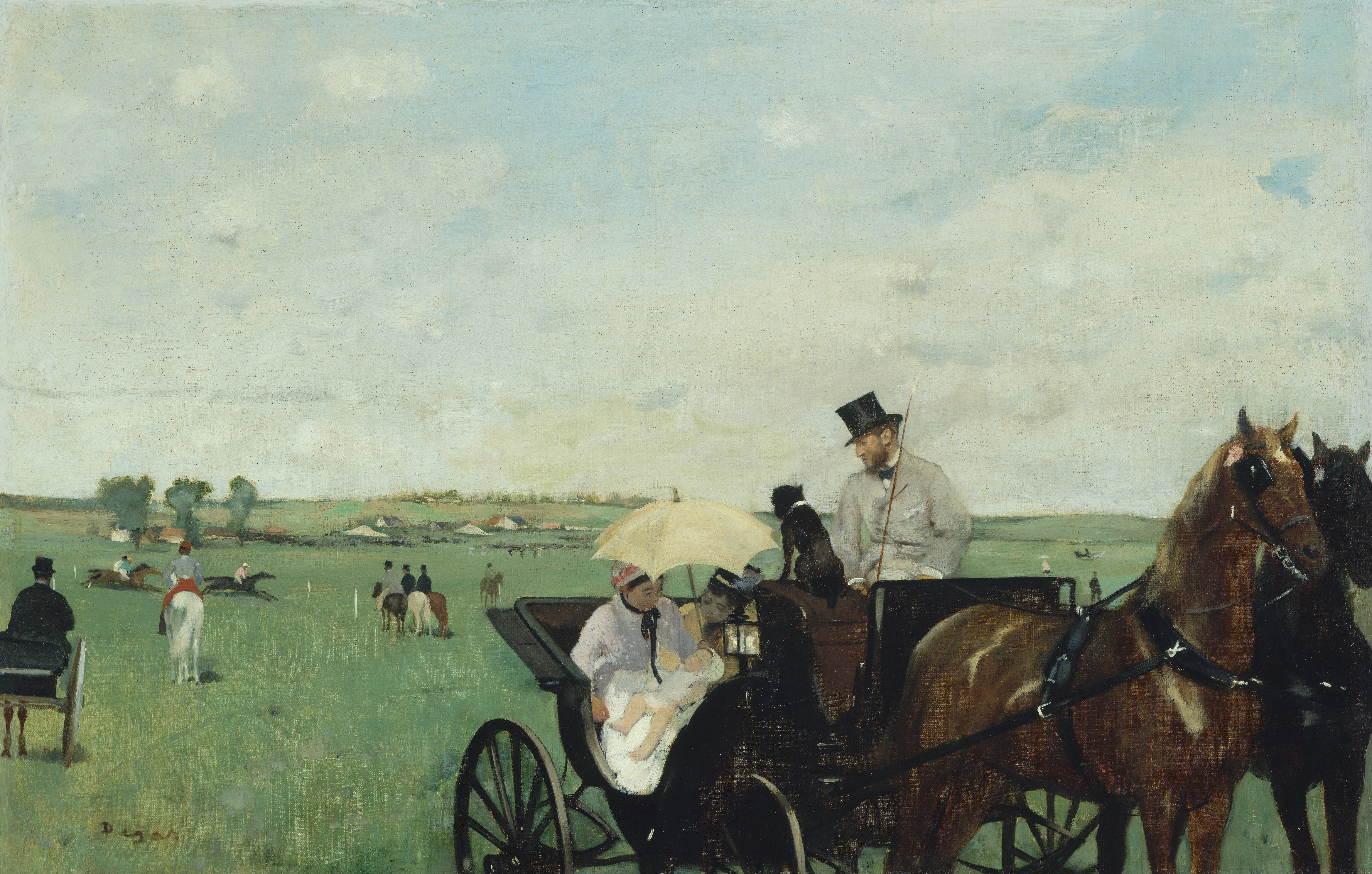
Edgar Degas: Die Kutsche beim Rennen 1869
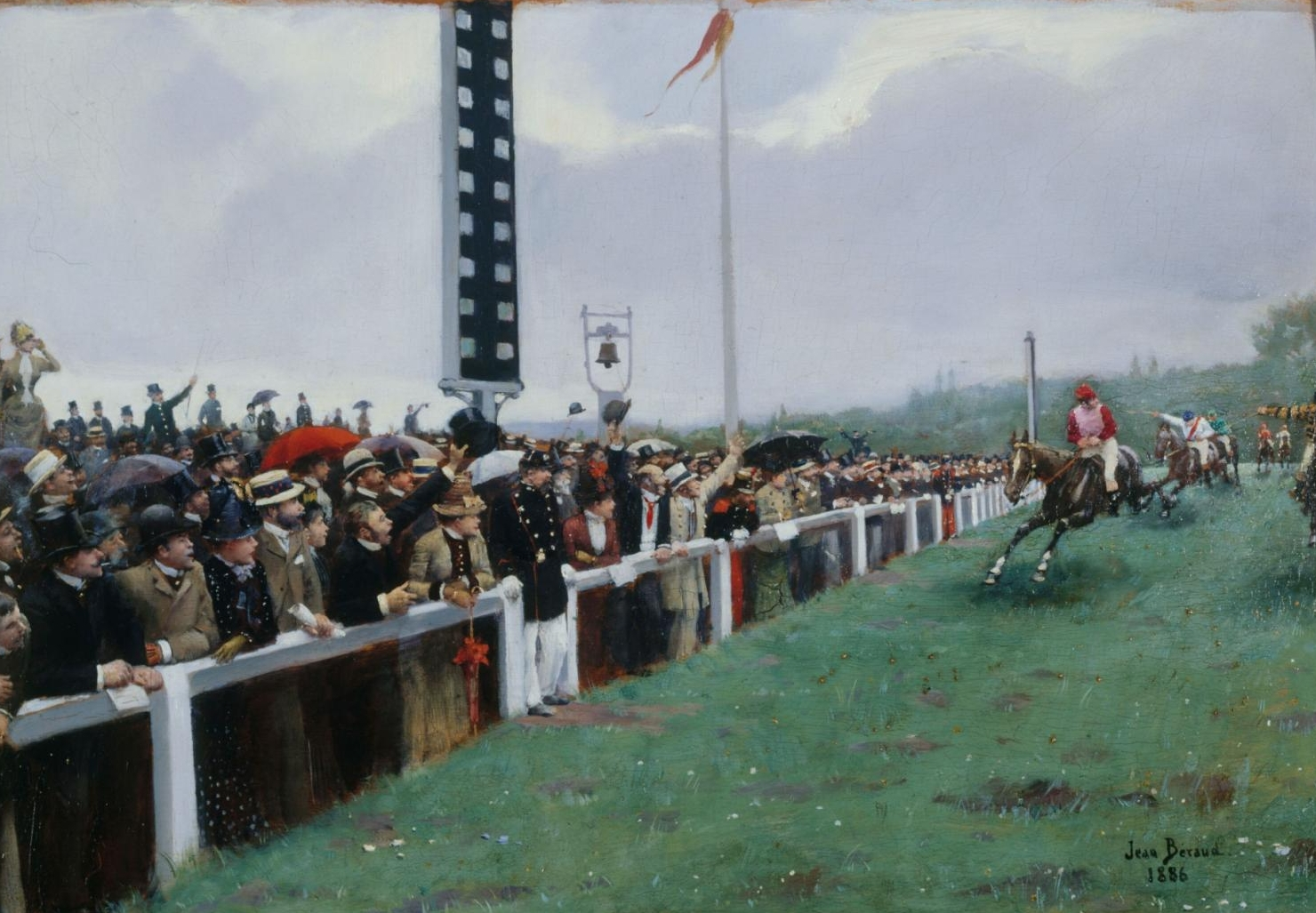
Jean Béraud: Pferderennen in Longchamp 1886

## Provenienz

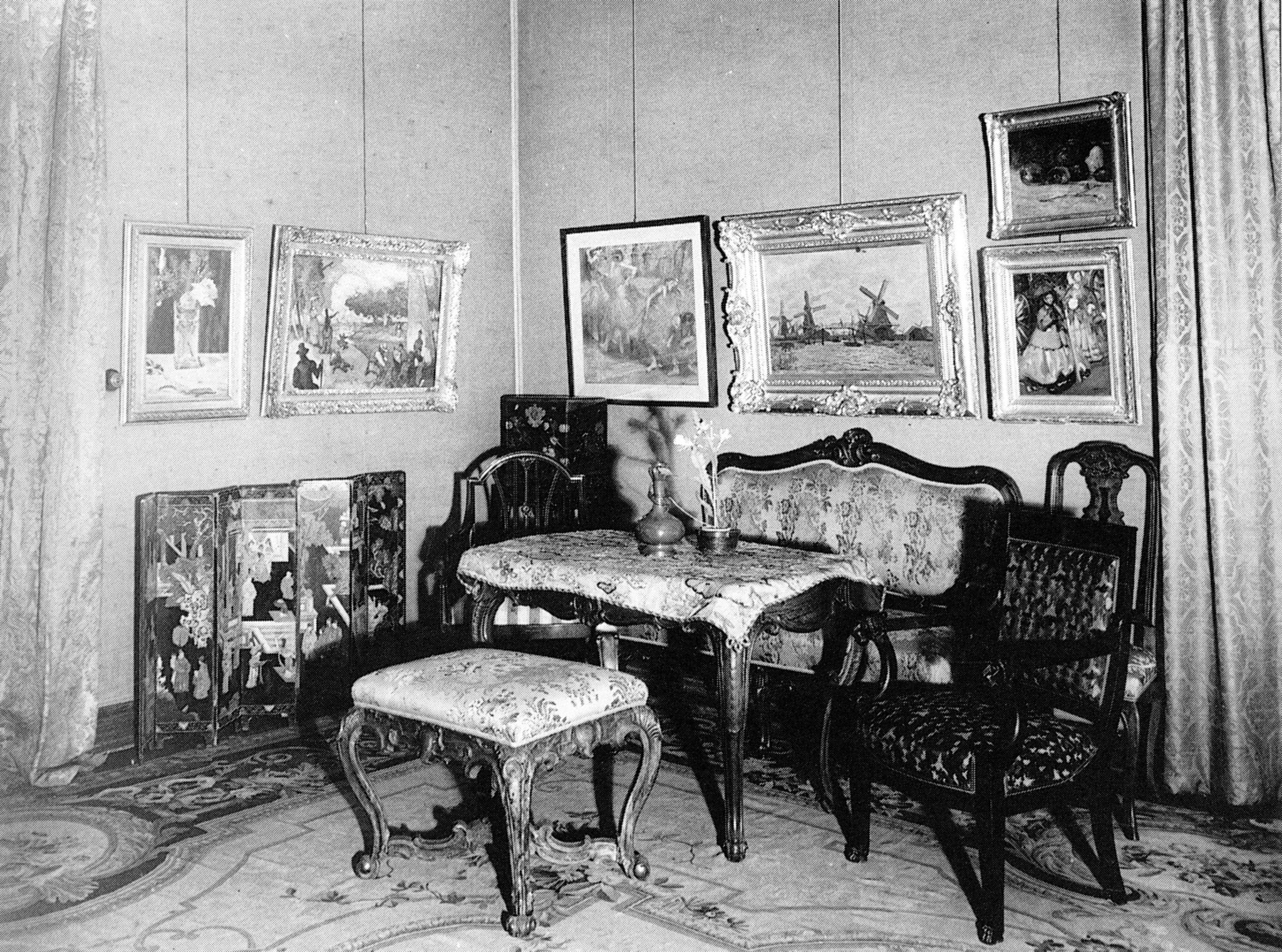
Das Gemälde im Musikzimmer von Max Liebermann (um 1930)

Nach Manet war der erste bekannte Besitzer des Gemäldes der Kunstsammler Paul Gallimard. Er verkaufte das Bild 1902 an die Pariser Kunsthandlung Bernheim-Jeune, die es später an die Berliner Kunsthandlung Cassirer weitergab. Dort erwarb der Maler Max Liebermann am 27. Juni 1904 das Gemälde. Liebermann war bis zu seinem Tod 1935 Besitzer des Bildes. Nach der Machtübernahme durch die NSDAP 1933 hatte er einen Teil seiner Kunstsammlung – darunter Manets Frauen beim Rennen – zur Aufbewahrung ins Kunsthaus Zürich geschickt. Diesen Teil der Sammlung konnten Liebermanns Tochter Käthe und ihr Mann Kurt Riezler 1938 nach ihrer Emigration aus Deutschland übernehmen und mit in die Vereinigten Staaten nehmen. Das Ehepaar Riezler stellte das Gemälde Frauen beim Rennen von Juni 1941 bis Oktober 1942 dem Art Institute of Chicago als Leihgabe zur Verfügung. Anschließend gaben sie das Bild in den New Yorker Kunsthandel, wo es von der Galerie Rosenberg & Stiebel und der von Morris Gutmann geleiteten French Art Galleries angeboten wurde. 1944 erwarb das Cincinnati Art Museum das Gemälde aus Mitteln des Ankaufsfonds Fanny Bryce Lehmer Endowment.